# 이하영 (1655년)
이하영(李夏榮, 1655년 ~ 1719년)은 조선 중기의 문신이다.

## 생애
조선 중기의 문신으로 본관은 전주, 휘는 하영(夏榮), 자는 사영(士永)이다. 종실 양산수 이인경(楊山守 李仁慶)의 손자이며, 아버지는 부사과(副司果) 이서한(李緖漢)이다.
부인은 호군 교동인(喬洞人) 인성건(印成建)의 딸로 정부인 교동인씨(貞夫人 喬洞印氏)이다.
부사과 서한의 2남으로 1655년(효종 6) 3월 2일 탄생하였다. 돈녕부 도정(敦寧府都正) 겸 사복정, 가선대부(嘉善大夫) 병조참판을 지내고 1719년(숙종 45) 7월 1일 향년 65세로 별세하여 김포 월곶면 조강리 선영방(先塋傍) 술좌(戌坐)로 장사지냈다.

## 가족관계
- 조부 : 양산수 이인경(楊山守 李仁慶)
- 아버지 : 이서한(李緖漢)
- 부인 : 정부인 교동인씨(貞夫人 喬洞印氏), 호군 교동인(喬洞人) 인성건(印成建)의 딸.